# گردان گمشده
گردان گمشده (انگلیسی: The Lost Battalion) یک فیلم جنگی آمریکایی که بر اساس یک رخ داد واقعی ساخته شده برای تلویزیون محصول سال ۲۰۰۱ است. داستان فیلم در مورد یک گردان گمشده در زمان جنگ جهانی اول توسط نیروهای آلمانی در جنگل آرگون در طول تهاجم موز-آرگون در سال ۱۹۱۸ می‌باشد. کارگردان فیلم راسل مالکهی با بازی ریکی شرودر در نقش سرگرد چارلز ویتلزی است. این فیلم در لوکزامبورگ فیلمبرداری شد و در ژانویه ۲۰۰۲ به صورت فیلم ویدئویی هم در دسترس قرار گرفت.
همچنین این فیلم بازسازی گردان گمشده (فیلم ۱۹۱۹) محسوب می‌شود.

## خلاصه داستان
داستان این فیلم در سال ۱۹۱۸ رخ می‌دهد و داستان یک گردان آمریکایی با بیش از ۵۰۰ سرباز را روایت می‌کند که در جنگل آرگون پشت خطوط دشمن گیر افتاده‌اند…